# 湄公魔芋
湄公魔芋（学名：Amorphophallus mekongensis）是天南星科魔芋属的植物。分布于老挝以及中国大陆的云南省等地。